# Villerville
Villerville è un comune francese di 794 abitanti situato nel dipartimento del Calvados nella regione della Normandia.

## Storia

### Simboli
Vi è rappresentata una tradizionale barca da pesca chiamata platte de Villerville. Il leopardo d'oro in campo rosso è simbolo della Normandia.

## Società

### Evoluzione demografica
Abitanti censiti

## Cultura

### Musica
- Il paese è noto per la missa brevis dedicatagli da Gabriel Fauré: Messe des pêcheurs de Villerville.